# 鏡開き

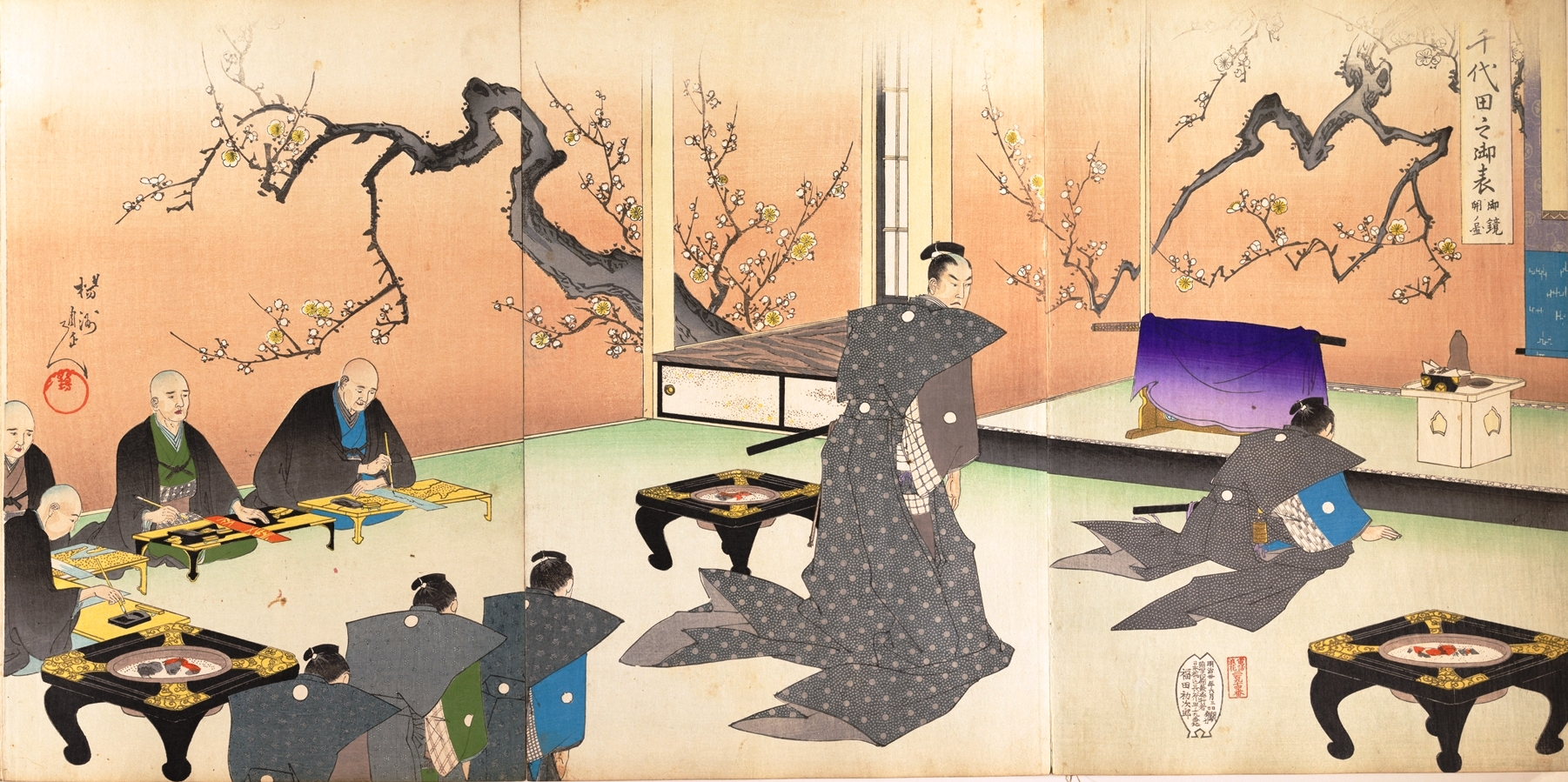
楊洲周延 『千代田之御表』御鏡開ノ図（明治30年（1897年））。千代田之御表は、江戸城内での公式の場である「表」における年中行事などを大判三枚続きの浮世絵で記録した錦絵シリーズ。

鏡開き（かがみびらき）・鏡割り（かがみわり）とは、正月に神（年神）や仏に供えた鏡餅を下げて食べる、日本の年中行事である。神仏に感謝の気持ちを示し、無病息災などを祈って、供えられた餅を食べる。汁粉・雑煮、かき餅（あられ）などで食されることも多い。
結婚式などで酒樽の蓋を割る儀式も「鏡開き」と呼ばれている（後述）。

## 概要
江戸時代、新年の吉日に商家では蔵開きの行事をしたが、武家において新年の11日（もと20日）に行われる行事で鎧などの具足に供えた具足餅を下げて雑煮などにして食し「刃柄（はつか）」を祝うとした行事。また、女性が鏡台に供えた鏡餅を開くことを「初顔」を祝うといった。この武家社会の風習が一般化したものである。江戸城では、重箱に詰めた餅と餡が大奥にも贈られ、汁粉などにして食べた。
刃物で餅を切るのは切腹を連想させるので手や木鎚で割り、「切る」「割る」という言葉を避けて「開く」という言葉を使用する（「開き」は「割り」の忌み言葉）。鏡は円満を、開くは末広がりを意味する。また、鏡餅を食すことを「歯固め」という。これは、硬いものを食べ、歯を丈夫にして、年神様に長寿を祈るためという。
鏡餅の割れ方で占いをする地域もあり、「鏡餅の割れが多ければ豊作」と言われている。武家の具足式を受け継ぎ、柔道場・剣道場などでは現在も鏡開き式を新年に行うところもある。

## 日付
関東を中心にした地域では、年神（歳神）へのお供えが松の内（1月7日）に終わったあとの1月11日に行われる（土日祝日などにより異なる場合もある）。元々は松の内が終わる小正月（1月15日）に、後に1月20日に行われていたが、徳川家光が亡くなったのが慶安4年4月20日（1651年6月8日）であったため、1月20日を忌日として避け、後に松の内、その後に1月11日とされた。
グレゴリオ暦（新暦）になった現在、松の内が1月15日の地方では、16日以降に鏡開きが行われ、通常1月20日（二十日正月）に行われる。
京都府や近隣の一部では、1月4日に行うが、その理由は明確とはなっていないと言われている。
西日本では、陰暦の2月15日に行われる涅槃会に合わせて、鏡餅を割って花供曽と呼ばれるあられを作って食べ、一年間の無病息災を願う風習もある。鼻くそと同音であることから「お釈迦さまの鼻くそ」とも呼ばれる。

## 文学
俳句
俳句の季語となっている。
和歌
女性が鏡台に供えた鏡餅を開くことを「初顔」を祝うといい、二十日（はつか）にかける縁語とした。
諺
「よわい延ぶる歯がため」

## 鏡抜き

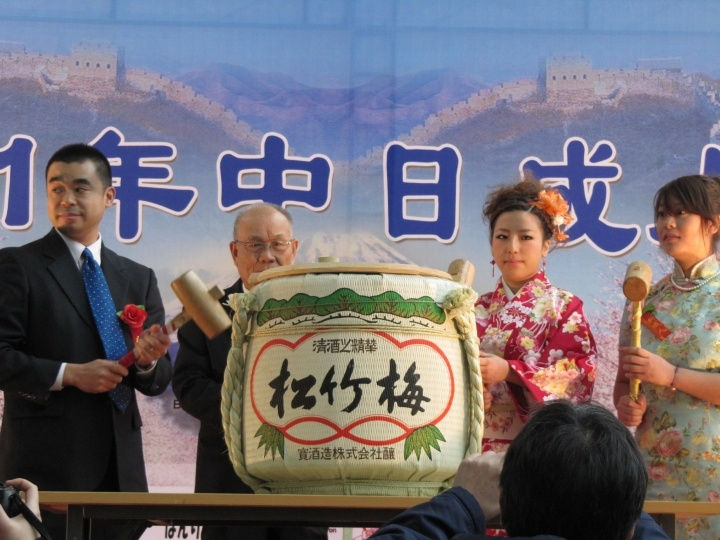
2011年中日成人式での鏡抜き

祝宴などで菰（こも）を巻き付けた酒樽（菰樽）の蓋を木槌で割って開封することも鏡開きという。これは、酒屋では酒樽の上蓋のことを鏡と呼んでいたことに由来する。また、この場合は鏡抜きと呼ぶこともあり、「鏡開き」と呼ぶのは誤りだという説もあるが、月桂冠では祝いの席では縁起を担ぎ「鏡開き」がよいとしている。
菰樽は輸送用で儀式用ではないが、見栄えが良いことから商人や武家が使い始め、酒造会社も装飾を施した化粧菰を使うようになった。
酒造メーカーでは中身が満杯になった酒樽に加え、装飾を施した菰や中身を減らして価格を抑えた鏡開き用の酒樽を併売している。
木槌で割る前に樽を覆う菰の上だけを開ける作業が必要となるため、事前に一連の作業を終わらせ、イベントでは木槌で上蓋を叩くだけにすることが多い。